# Фірсово (Сахалінська область)
Фірсово (рос. Фирсово) — село у Долинському міському окрузі Сахалінської області Російської Федерації.
Населення становить 41 особа (2013).

## Історія
З 1905 по 3 вересня 1945 року входило до складу губернаторства Карафуто Японії, відтак у складі Долинського міського округу Сахалінської області.

## Населення
| 1925 | 1935  | 2002 | 2010 | 2013 |
| ---- | ----- | ---- | ---- | ---- |
| 154  | ↗1413 | ↘60  | ↘46  | ↘41  |